# فيل هاوز
فيليب نيكولاس فيتزجيرالد هاوز (بالإنجليزية: Phillip Nicholas Fitzgerald Hawes؛ مواليد 8 يناير 1989) هو مُقاتل فنون قتالية مختلطة أمريكي.

## وصلات خارجية
- فيل هاوز على موقع يو إف سي (الإنجليزية)
- فيل هاوز على موقع بيلاتور (الإنجليزية)
- فيل هاوز على موقع شيردوغ (الإنجليزية)
- فيل هاوز على موقع Tapology.com (الإنجليزية)